# Jeremy Hellickson
Jeremy Robert Hellickson (né le 8 avril 1987 à Des Moines, Iowa, États-Unis) est un lanceur droitier qui a évolué dans la Ligue majeure de baseball de 2010 à 2019. 
Il est nommé recrue par excellence de la Ligue américaine en 2011 avec son premier club, les Rays de Tampa Bay.

## Carrière

### Ligues mineures
Après des études secondaires à la Herbert Hoover High School de Des Moines (Iowa), Jeremy Hellickson est repêché le 7 juin 2005 par les Devil Rays de Tampa Bay au quatrième tour de sélection. Il perçoit un bonus de 515 000 dollars à la signature de son premier contrat professionnel le 23 juillet 2005. 
Hellickson passe cinq saisons en Ligues mineures avec Princeton Devil Rays (Rk, 2005), Hudson Valley Renegades (2006, A), Columbus Catfish (A, 2007), Vero Beach Devil Rays (A+, 2008), Montgomery Biscuits (AA, 2008-2009) et les Durham Bulls (AAA, 2009-2010).
Meilleur joueur de la finale nationale Triple-A en 2009, Hellickson est le lanceur partant de l'équipe américaine du Future All-Star 2010.

### Rays de Tampa Bay

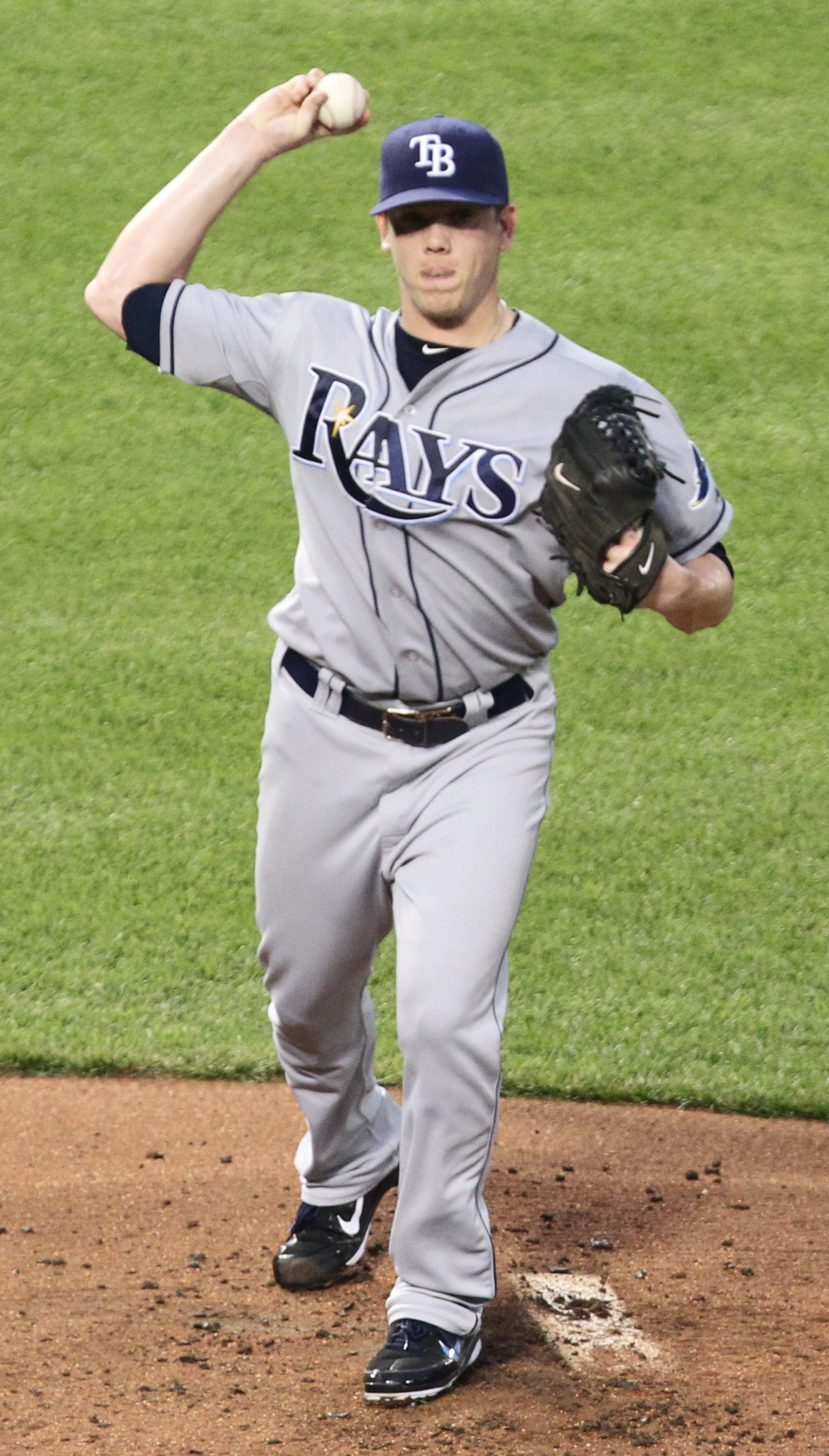
Hellickson en 2011.

Il fait ses débuts en Ligue majeure le 2 août 2010 en étant le lanceur partant des Rays dans une partie à domicile face aux Twins du Minnesota. Hellickson lance sept bonnes manches, n'accordant que deux points mérités et retirant six frappeurs sur des prises dans une victoire de 4-2 de son équipe. Il est crédité de son premier gain dans les grandes ligues.

#### Saison 2011
En 2011, Hellickson apparaît en tête des lanceurs droitiers d'avenir les plus prometteurs au classement annuel établi par la Ligue majeure de baseball.
Le 13 mai 2011, il réussit son premier match complet et son premier jeu blanc dans une victoire de 3-0 des Rays sur Baltimore. En cinq départs en mai 2011, il remporte quatre décisions sur cinq et maintient une moyenne de points mérités de 1,36. Ceci lui permet d'obtenir non seulement le titre de recrue par excellence du mois de mai dans la Ligue américaine mais aussi l'honneur de meilleur lanceur du mois.
Hellickson termine la saison avec 13 victoires, 10 défaites, en 29 départs et une moyenne de points mérités de 2,95 en 189 manches lancées. Il est élu recrue de l'année de la saison 2011 dans la Ligue américaine.

#### Saison 2012
Il connaît une belle saison 2012 malgré une fiche perdante de 10 gains et 11 défaites : en 177 manches lancées lors de 31 départs, il remet une moyenne de points mérités de 3,10. On lui décerne aussi le Gant doré du meilleur joueur défensif de la Ligue américaine à la position de lanceur.

#### Saison 2013
En 2013 cependant, Hellickson tombe de haut et traverse une difficile campagne. Cette fois, son dossier victoires-défaites est positif, à 12-10, mais sa moyenne de points mérités atteint 5,17 en 174 manches lancées en 31 départs et une présence comme lanceur de relève. À la fin août, les Rays sont contraints de le céder aux mineures car rien ne va plus pour le droitier, qui a une moyenne de 9,15 en 5 départs depuis le début du mois. Il revient avec l'équipe pour la fin de la saison et est choisi pour être le lanceur partant de le 4e match de la Série de division entre les Rays et les Red Sox de Boston le 8 octobre, alors que Tampa fait face à l'élimination. Son gérant, Joe Maddon, se montre toutefois peu patient et le retire après seulement une manche complète de travail, après l'avoir vu accorder deux buts-sur-balles sur 8 lancers en début de 2e manche.

#### Saison 2014
Hellickson est opéré au coude droit avec la saison 2014 et il ne commence sa saison que le 8 juillet. En 13 départs, sa moyenne de points mérités s'élève à 4,52 en 63 manches et deux tiers lancées, avec une seule victoire et 5 défaites.

### Diamondbacks de l'Arizona
Le 14 novembre 2014, les Rays échangent Hellickson aux Diamondbacks de l'Arizona contre deux joueurs d'avenir, le voltigeur Justin Williams et l'arrêt-court Andrew Velazquez.
Sa fiche est de 9-12 en 2015, sa seule saison en Arizona, avec une moyenne de points mérités de 4,62 en 146 manches lancées lors de 27 départs. Sa mauvaise habitude d'accorder des coups de circuit le suit en Arizona : il en donne 22 pour les Diamondbacks, après en avoir accordé 21, 25 et 24 entre 2011 et 2013, respectivement, pour les Rays.

### Phillies de Philadelphie

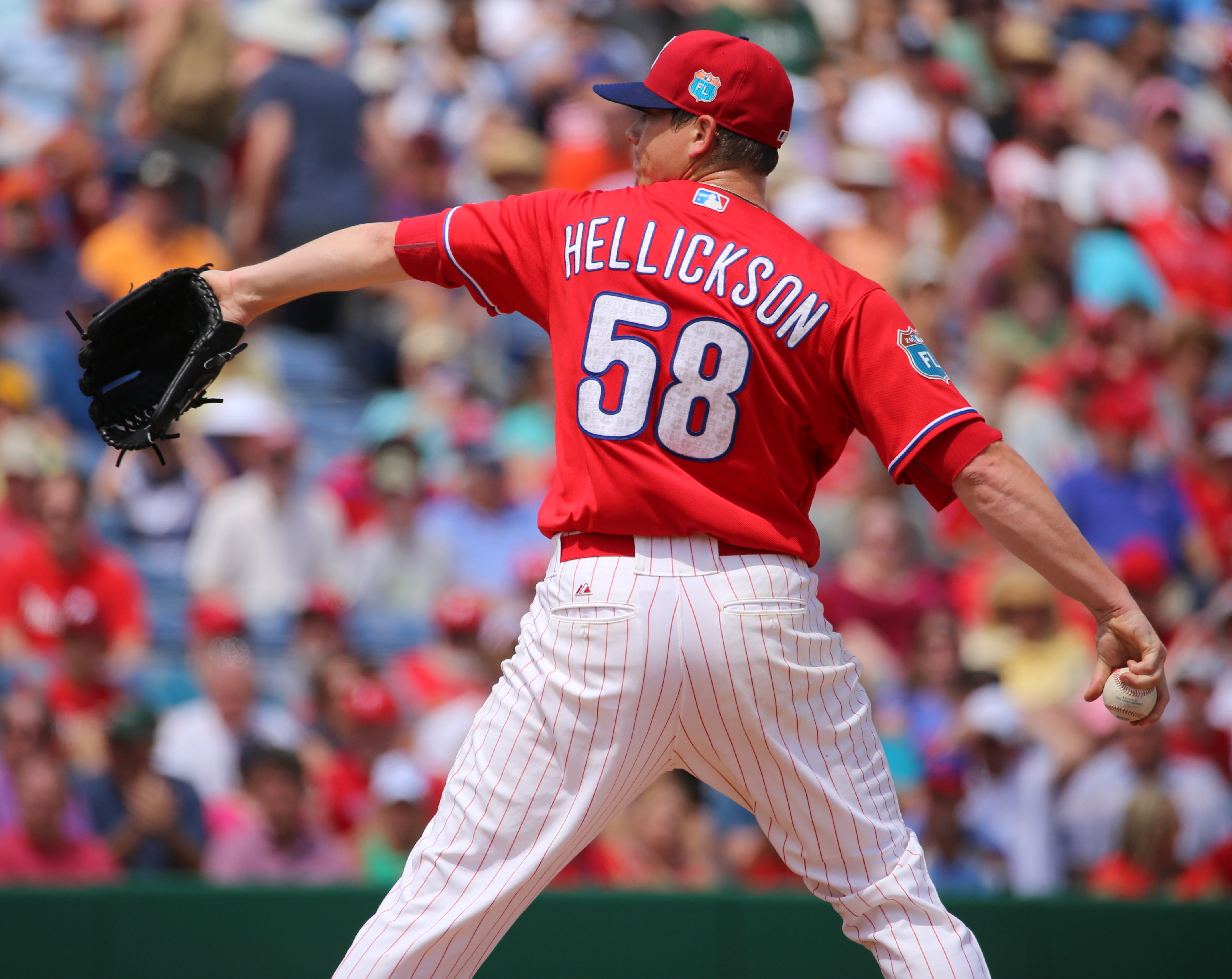
Hellickson en 2016 avec Philadelphie.

Le 14 novembre 2015, les Diamondbacks échangent Hellickson aux Phillies de Philadelphie contre Sam McWilliams, un lanceur droitier des ligues mineures.
En 32 départs en 2016, Hellickson remporte 12 victoires contre 10 défaites et affiche une moyenne de points mérités de 3,71 en 189 manches lancées. Il établit aussi son record personnel de 154 retraits sur des prises en une saison.
Avant qu'un échange ne l'envoie à Baltimore en 2017, il amorce 20 matchs des Phillies, remporte 6 victoires contre 5 défaites et a une moyenne de points mérités de 4,73 en 112 manches et un tiers lancées.

### Orioles de Baltimore
Le 29 juillet 2017, les Phillies de Philadelphie échangent Hellickson aux Orioles de Baltimore contre le voltigeur Hyun-soo Kim et le lanceur gaucher des ligues mineures Garrett Cleavinger.

## Statistiques
| Saison | Équipe    | G  | GS | CG | SHO | V | D | SV | IP   | SO | ERA  |
| ------ | --------- | -- | -- | -- | --- | - | - | -- | ---- | -- | ---- |
| 2010   | Tampa Bay | 10 | 4  | 0  | 0   | 4 | 0 | 0  | 36.1 | 33 | 3,47 |
| Totaux | Totaux    | 10 | 4  | 0  | 0   | 4 | 0 | 0  | 36.1 | 33 | 3,47 |

Note : G = Matches joués ; GS = Matches comme lanceur partant ; CG = Matches complets ; SHO = Blanchissages ; 
V = Victoires ; D = Défaites ; SV = Sauvetages ; IP = Manches lancées ; SO = Retraits sur des prises ; ERA = Moyenne de points mérités.